# Lobotomie
Cet article possède un paronyme, voir Lobbytomie.
 (mai 2014).

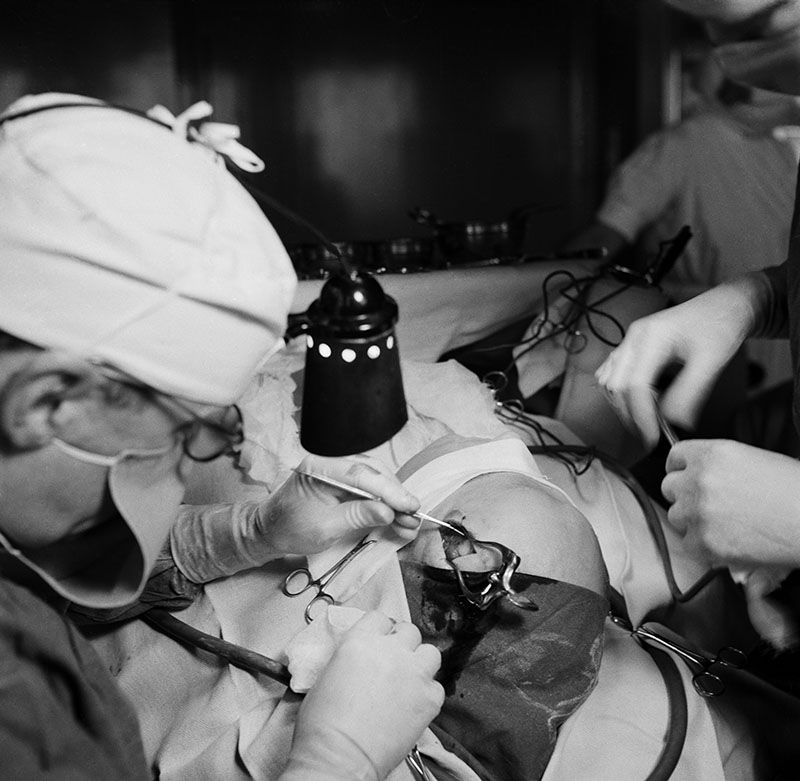
Lobotomie en 1949.

La lobotomie est une opération chirurgicale du cerveau qui consiste à sectionner ou à altérer la substance blanche d’un lobe cérébral. Elle est désormais interdite dans de nombreux pays et n'est plus considérée comme une bonne pratique dans la médecine actuelle.
On parle aussi de leucotomie (du grec leukos, blanc et tomê, coupure, section) pour décrire une méthode chirurgicale qui consiste à sectionner certaines fibres nerveuses de la substance blanche du cerveau. Elle se distingue de la lobotomie qui consiste à détruire massivement l’ensemble des fibres reliant un lobe cérébral, souvent le lobe frontal, au reste du cerveau.
La lobotomie a été pratiquée en psychochirurgie dans le but d’interrompre certains circuits neuronaux pour traiter les maladies mentales, la schizophrénie, l’épilepsie et même les maux de tête chroniques avant de décliner dans les années 1950 avec l’avènement des premiers neuroleptiques.

## Origine et évolution

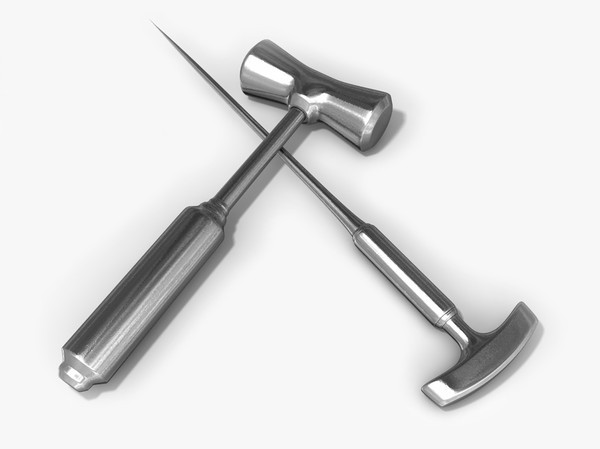
Orbitoclaste.

Les pratiques chirurgicales impliquant le cerveau remontent loin dans l'histoire de la médecine. Des traces de trépanation de 5 000 ans avant notre ère laissent penser que de telles opérations étaient entreprises à des fins thérapeutiques. Il n'existe pas d'éléments archéologiques permettant de penser que de telles opérations à cerveau ouvert aient pu être pratiquées dans le but d'intervenir sur le cerveau lui-même.

En 1890, Gottlieb Burckhardt a fait l'objet d'un mémoire. Il a effectué des leucotomies partielles sur six patients dans un hôpital psychiatrique de Suisse, perçant des trous dans leur crâne et extrayant des sections de leurs lobes frontaux. L’un d’entre eux est mort après l’opération et un autre est retrouvé noyé dans une rivière dix jours après sa sortie de l’hôpital.
La leucotomie telle qu’elle fut pratiquée au XXe siècle fut mise au point en 1936 par les neurologues portugais Egas Moniz et Almeida Lima de l’Université de Lisbonne, ce qui a valu au premier le Prix Nobel en 1949 (prix décerné conjointement au Suisse Walter Rudolf Hess). Ils affichaient alors 6 % de décès à la suite de l’opération.[réf. nécessaire]

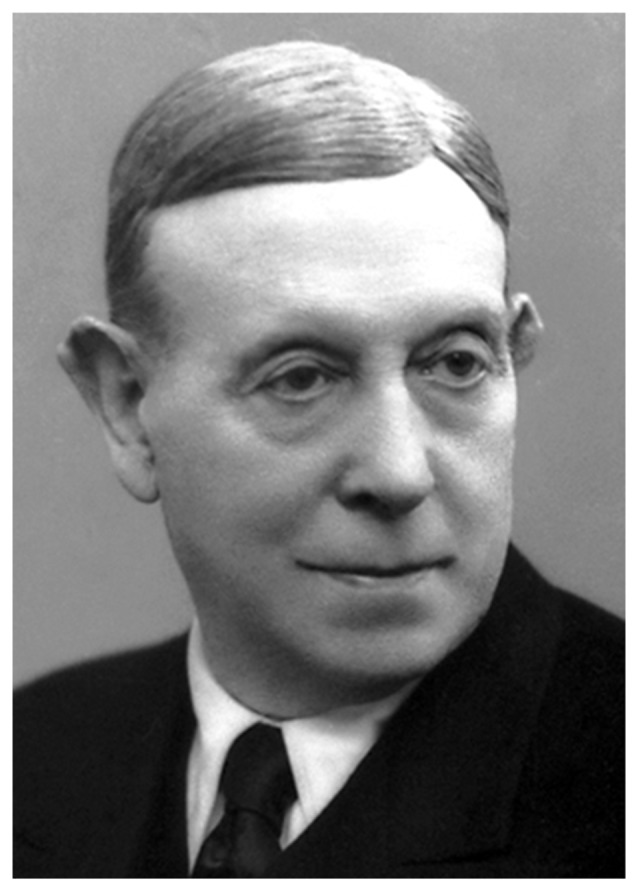
Egas Moniz, prix nobel de médecine « pour sa découverte de la valeur thérapeutique de la leucotomie pour certaines psychoses ».

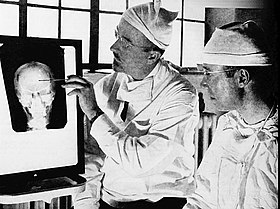
Walter J. Freeman (à gauche) et James W. Watts (à droite).

La lobotomie (procédure avec résection élargie de la substance blanche du lobe frontal) connait son essor après la Seconde Guerre mondiale, notamment avec l’invention de la leucotomie frontale transorbitaire par l'Italien Mario Adamo Fiamberti, méthode reprise et adaptée par l'Américain Walter Freeman : le pic à glace. On estime que quelque 100 000 patients ont été lobotomisés dans le monde entre 1945 et 1954 dont la moitié aux États-Unis. 
En 1950 l'URSS qualifie la lobotomie d'« anti scientifique et inefficace » et l'interdit,. La même année, cette méthode attire l'attention de James W. Watts et Walter Freeman, aux États-Unis, qui y développent et pratiquent la technique en masse. Freeman parcourt les États-Unis dans les années 1950 dans un autocar équipé pour pratiquer des lobotomies « en série », enfonçant ce pic à glace dans le lobe orbitaire des patients après avoir soulevé la paupière (lobotomie trans-orbitale), moyennant parfois une anesthésie locale. Cette pratique obtient alors un grand succès et on estime que Freeman à lui seul a lobotomisé quelque 4 000 patients. James W. Watts met fin à sa collaboration avec Freeman, désapprouvant la banalisation d'une opération aussi lourde de conséquences.
Dès les années 1950, de sérieux doutes concernant cette pratique commencent à se faire entendre et les différents domaines médicaux concernés tentent d’établir la viabilité de ce traitement, notamment du fait de sa nature irréversible et barbare. Avec la découverte des neuroleptiques en 1951 par deux médecins de l'hôpital Sainte-Anne à Paris, plus efficaces et moins dangereux, la pratique décline dès les années 1960 (introduction du premier neuroleptique en 1952 en France et 1954 aux États-Unis). Elle deviendra de plus en plus rare mais continuera jusque dans les années 1980.
Sur 1 129 patients lobotomisés entre 1935 et 1985 en Belgique, en France et en Suisse, 84 % étaient des femmes.

## Effets

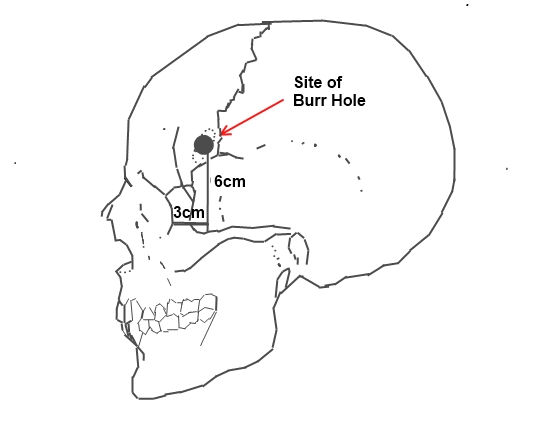
Localisation d'une leucotomie.

Les effets sur le patient dans l'état émotionnel sont de l'apathie et de l'indifférence ; il peut également présenter des douleurs extrêmes et  présenter de l'hyperesthésie

## Utilisation actuelle
En 1977, le Congrès américain fonde le comité national pour la protection des sujets humains des biomédecines et de la recherche comportementale (National Committee for the Protection of Human Subjects of Biomedical and Behavioral Research ou NCPHSBBR) afin d’enquêter sur l’efficacité réelle de la lobotomie, aussi bien d’un point de vue éthique que médical. Sa conclusion est que cette pratique, certes dangereuse, peut avoir des effets positifs sur des malades autrement incurables. Cependant, des études plus récentes et l’arrivée de méthodes moins radicales mènent à un arrêt de la pratique de la lobotomie dans des pays comme la France, l’Allemagne, le Japon, les Pays-Bas et la plupart des États américains.
Toutefois en France encore aujourd'hui, aucun texte de loi n'interdit explicitement cette pratique. Seule la recommandation 1235 (1994) relative à la psychiatrie et aux droits de l’homme de l’assemblée parlementaire du Conseil de l’Europe prescrit que « la lobotomie et la thérapie par électrochocs ne peuvent être pratiquées que si le consentement éclairé a été donné par écrit par le patient lui-même ou par une personne choisie par le patient pour le représenter, soit un conseiller soit un curateur, et si la décision a été confirmée par un comité restreint qui n'est pas composé uniquement d'experts psychiatriques. »
Au XXIe siècle, la lobotomie est considérée comme une pratique barbare et extrêmement dangereuse, et on lui préfère systématiquement un traitement médicamenteux. Faute de preuves concernant son efficacité, on ne l’utilise plus pour traiter la schizophrénie.
La lobotomie est cependant toujours pratiquée de façon légale dans certains pays, elle est notamment effectuée sous contrôle dans certains États américains, en Suède, au Royaume-Uni (à Cardiff et à Dundee), en Espagne (??), en Inde et en Belgique[réf. souhaitée]. En France, 32 lobotomies ont été pratiquées entre 1980 et 1986 d’après un rapport de l’IGAS[Lequel ?].